# Laguna de las Nutrias
Laguna de las Nutrias är en sjö i Argentina.   Den ligger i provinsen Buenos Aires, i den sydöstra delen av landet, 300 km söder om huvudstaden Buenos Aires. Arean är 0,25 kvadratkilometer.  Den sträcker sig 0,7 kilometer i nord-sydlig riktning, och 0,9 kilometer i öst-västlig riktning.
Trakten runt Laguna de las Nutrias består till största delen av jordbruksmark. Runt Laguna de las Nutrias är det mycket glesbefolkat, med 6 invånare per kvadratkilometer.